# Heterosternuta pulchra
Heterosternuta pulchra är en skalbaggsart som först beskrevs av Leconte 1855.  Heterosternuta pulchra ingår i släktet Heterosternuta och familjen dykare. Inga underarter finns listade i Catalogue of Life.